# 변명진
변명진(1998년 5월 12일 ~ )은 대한민국의 배구 선수이며, 키는 180cm이며 서전트 높이는 46cm이다. 2016년 여자 신인선수 드래프트에서 1라운드 6순위로 수원 현대건설 힐스테이트에 입단하였다.
자유신분선수로 팀에 나갔다.